# Kirurgija
Kirurgija (od grčkog: χειρουργική, i latinskog: chirurgiae, što znači "rad rukom") je grana medicine koja koristi ručne i instrumentalne operativne tehnike na pacijentima da bi istražila i/ili tretirala patološka stanja kao što su bolesti ili ozljede, a u svrhu poboljšanja tjelesnih funkcija ili vanjskog izgleda.

## Podgrane kirurgije
Podgrane kirurgije su:
- opća kirurgija
- traumatologija
- abdominalna kirurgija
- vaskularna kirurgija
- torakalna kirurgija
- kardijalna kirurgija
- plastična i rekonstruktivna kirurgija
- endokrinološka kirurgija
- dječja kirurgija
- neurokirurgija

Ostale grane medicine koje su usko vezane uz kirurgiju:
- ortopedija
- oftalmologija
- maksilofacijalna kirurgija
- oralna kirurgija
- otorinolaringologija
- ginekologija
- urologija